# 魯里埃爾·魯比尼
魯里埃爾·魯比尼（英語：Nouriel Roubini，1959年3月29日—），美國凱因斯派經濟學家及紐約大學的教授，專欄作家，因為對經濟持悲觀論，人稱「末日博士」。
他出生於土耳其的猶太家庭，2歲時全家搬往伊朗德黑蘭居住，後又搬往以色列讀了一年希伯來大學，1962-83年間居於義大利完成博科尼大學的學位，之後前往哈佛大學攻讀經濟學博士，現居曼哈頓。

## 预言
由於準確預測2008年金融海嘯而一夕成名。曾經表示在預見到美國的次貸崩潰後就把個人投資中的股票成分從75%降到5%，因為沒有賺錢也比虧錢好。
他还曾在2011年预测中国泡沫经济会在2013年后破灭。

## 觀點
身為晚期自由主義的代表人物，魯比尼曾經在金融海嘯發生之後呼籲美國國有化所有銀行以阻止危機惡化，但最後美國沒有採取這種措施，而危機也逐漸結束。

## 加入組織
- 美國全國經濟研究所成員
- 倫敦 中央經濟政策研討會成員
- 布列墩森林委員會成員
- 外國關係圓桌評議會成員
- IMF財政事務部 學者顧問委員會成員

## 著作
- 新國際金融結構
- 政治周期與宏觀經濟
- 末日博士危機經濟學
- 《大威脅 （页面存档备份，存于）》，天下雜誌出版，譯者：陳儀、李文絜、陳麗玉、張靖之，2023-1，ISBN 978-986-398-843-4

## 批評
雖然魯比尼享有很大的名聲，但是他被很多學者視為喜歡散播謠言以獲取知名度的傳媒家。著名作家託尼·羅賓斯（Tony Robbins）主席聲稱魯比尼曾經多次作出錯誤的預測。經濟學家阿尼萬·巴納吉（Anirvan Banerji）指責魯比尼年復一年地作出預測，但這些預測總是落空，魯比尼卻因某次偶然被證明是正確的的預測而獲得巨大的名氣。多年來，魯比尼因其所作出的多次錯誤預測而受到廣泛爭議。
魯比尼曾於2012年預測説希臘將會被逐出歐元區，但這沒有發生，魯比尼所提出的説法因而被駁斥。作家喬·基奧漢（Joe Keohane）曾經撰文批評魯比尼，基奧漢這樣評價魯比尼：「作為一位先知，他很多時候都是錯的。」

## 外部連結
- Website officially operated by Nouriel Roubini （页面存档备份，存于）